# Буттильера-д’Асти
Буттильера-д’Асти (итал. Buttigliera d'Asti) — коммуна в Италии, располагается в регионе Пьемонт, в провинции Асти.
Население составляет 2338 человек (2008 г.), плотность населения составляет 124 чел./км². Занимает площадь 19 км². Почтовый индекс — 14021. Телефонный код — 011.
Покровителем населённого пункта считается святой San Bernardo di Chiaravalle.

## Демография
Динамика населения:

## Администрация коммуны
- Официальный сайт: https://web.archive.org/web/20060506051856/http://www.buttigliera-asti.it/